# زمانی برای عاشقی
زمانی برای عاشقی یک مجموعه تلویزیونی محصول سال ۱۳۹۲ به کارگردانی محمدحسین لطیفی، نویسندگی علی‌اکبر محلوجیان و تهیه‌کنندگی معصومه فردشاهین است که از شبکه تهران پخش شد. این مجموعه در ۱۰ قسمت ۴۵ دقیقه‌ای تهیه شد.
این فیلم به مناسبت دهه محرم ساخته و از شبکه پنج سیما از تاریخ ۲۰ آبان ۱۳۹۲ هرشب ساعت ۲۳ به وقت ایران پخش شد.

## خلاصه داستان
این مجموعه به موضوعاتی مانند ساخت ابزار عزاداری سیدالشهداء  و تعزیه‌خوانی می‌پردازد. حاج مرتضی (فرهاد قائمیان)، بازاری خوشنام و اهل خدای است که یک اتفاق ناخواسته زندگی او را از این رو به آن رو می‌کند. او تصمیم می‌گیرد به حال و هوا سال‌های خوش گذشته خود، بازگردد.

## بازیگران
- فرهاد قائمیان در نقش حاج‌مرتضی
- رضا رویگری در نقش حبيب، اولياخوان تعزيه
- زهره حمیدی در نقش عالیه خانم، همسرِ حاج مرتضی
- ابوالفضل همراه
- احمد علامه دهر در نقش سیدجواد (نی نواز)، دوستِ حاج مرتضی و تعزیه خوان
- سید امیر کاظمی در نقش احمد، پسر کوچکِ حاج حسینعلی
- امین ایمانی در نقش حسین، پسر حاج مرتضی
- حمید ابراهیمی در نقش حامد، پسر بزرگِ حاج حسینعلی
- حشمت آرمیده در نقش آمیرز محمود سمساری، دوست قدیمی و بچه محلِ حاج مرتضی
- زهرا سعیدی در نقش مرضیه، خواهرِ حاج مرتضی
- سعیده عرب
- علی اوسیوند در نقش رحیم، دوستِ حاج مرتضی و مرشد زورخانه
- عنایت شفیعی در نقش هاشم، رفيق حاج‌مرتضی و اشقياخوان تعزيه
- کاظم هژیرآزاد در نقش ابوالقاسم، دوستِ حاج مرتضی
- لیلا بلوکات در نقش نرگس، عروسِ حاج‌مرتضی
- محمود مقامی در نقش کریم، پسرِ ابوالقاسم
- نصرت میرعظیمی در نقش خلیل، شاگرد خونه زاد حاج‌مرتضی
- نفیسه روشن در نقش زینب، دختر حاج‌مرتضی
- عرفان برزین در نقش امیرعباس، نوه حاج‌مرتضی
- ملیحه روشن در نقش ماه مینا، همسر خلیل